# Batriasymmodes sandersoni
Batriasymmodes sandersoni är en skalbaggsart som först beskrevs av Park 1947.  Batriasymmodes sandersoni ingår i släktet Batriasymmodes och familjen kortvingar. Inga underarter finns listade i Catalogue of Life.